# وزارة الأشغال العامة (الكويت)
وزارة الأشغال العامة الكويتية هي الوزارة المسؤولة عن تحقيق الخطة الإنشائية لدولة الكويت وتنمية الثروة الزراعية والحيوانية والأحياء المائية فيها. تأسست وزارة الأشغال العامة عام 1945 تحت اسم "دائرة الأشغال"، وكانت برئاسة فهد السالم الصباح.وقد شهدت فترة الستينات إنجاز العديد من المشاريع الحيوية أهمها :
- إنشاء العديد من مساكن ذوي الدخل المحدود .
- إنشاء مبنى بلدية الكويت ( 1961 ) .
- إنشاء مبنى وزارة الإرشاد والأنباء ( وزارة الإعلام 1962 ) .
- إنشاء مستشفى الصباح ( 1962 ) .
- إنشاء السجن المركزي ( 1965 ) .
- إنشاء مستشفى الولادة ( 1968 ) .
- إنشاء مباني المعاهد الخاصة ( 1969 ) . وكان أبرزها المعهد الزراعي

حيث تقدم الأستاذ خالد عيد أحمد عيد (مهندس زراعي كويتي) بمبادرة واعدة لإنشاء معهد زراعي متخصص، وكانت الفكرة من إنشاء المعهد الزراعي تقوم على تأهيل كوادر كويتية قادرة على النهوض بالقطاع الزراعي في دولة الكويت والتي كانت تشهد حينها نهضة كبيرة في كل المجالات التنموية، فلاقت الفكرة استحسان مدير إدارة الزراعة في وزارة الأشغال العامة الأستاذ سالم إبراهيم المناعي وتم رفع المقترح إلى وزير الأشغال العامة آنذاك الأستاذ خالد العيسى الصالح والذي استحسن الفكرة كذلك
وبالفعل تم تأسيس المعهد الزراعي وكان مقره في منطقة العمرية برئاسة الأستاذ سالم المناعي وتم تعيين الأستاذ خالد عيد نائبا لمدير المعهد الزراعي واتجه حينها الأستاذ خالد إلى جمهورية مصر العربية وتحديدا إلى جامعة القاهرة واطلع على مناهج كلية الزراعة واختار منها ما يناسب البيئة الزراعية في دولة الكويت، واستقدم أستاذين من جامعة القاهرة للتدريس في المعهد الزراعي الكويتي أحدهما الدكتور عبدالوهاب سلام، وكان المعهد الزراعي يقوم على الدراسة لأربعة فصول دراسية لمدة سنتين يُمنح بعدها الطالب شهادة الدبلوم في الزراعة كما تتخلل فترة دراسة الطلبة في المعهد رحلات علمية إلى عدة دول عربية وأوروبية للاطلاع على تجاربهم والاستفادة من خبراتهم، لقد أدى المعهد الزراعي الهدف من إنشائه وساهم بتخريج عشرات الكوادر الوطنية المؤهلة زراعيا وقد بلغ عدد خريجي المعهد نحو 120 طالبا كويتيا.
وقد زادت الرقعة الزراعية في مجال الزراعة الإنتاجية والتحريجية والتجميلية حيث بلغ أطوال التشجير 162 كيلومتر ، إلى جانب طفلرة في مجال دراسة سبل تطوير الثروة الحيوانية والسمكية ، ومع زيادة حجم المسئوليات والمهام في هذا المجال تشعبت ونمت مرافق إدارة الزراعة في نهج عملي هدف إلى تطوير سبل إستغلال والمحافظة على كافة الثروات في ظل الحماية على البيئة الكويتية .

## التاريخ
عندما أُنشئت دائرة الأشغال في عام 1945، كان عملها محدودًا حيث اقتصرت على إنشاء بعض المباني الضرورية للخدمة العامة. أُسندت مهام الإشراف على الزراعة إلى دائرة الأشغال في عام 1952. كما فُصلت أقسام المياه والغاز عن الدائرة ونُقلت إلى دائرة الكهرباء والماء في عام 1960، وتبع ذلك أيضًا فصل أقسام المساحة والتنظيم والمطافئ ونقلها إلى دائرة البلدية في عام 1961.
في 19 يونيو 1961 أُلغيت معاهدة الحماية البريطانية وتم إعلان استقلال دولة الكويت بنفس العام. لاحقًا قرر أمير الكويت عبد الله السالم الصباح وضع دستور دائم للكويت وإجراء انتخابات لاختيار ممثلين من الشعب يصيغون الدستور. أُصدر الدستور في 11 نوفمبر 1962، وشُكلت حكومة الكويت ومن ضمنها وزارة الأشغال العامة.
عُين سالم العلي السالم الصباح في 17 يناير 1962 وزيرًا للأشغال العامة وذلك في أول حكومة كويتية شكلت بعد الاستقلال وإجراء انتخابات المجلس التأسيسي، وفي 28 يناير 1963 أُعيد تعيينه وزيرًا للأشغال العامة وذلك في الحكومة التي تلت انتخاب أول مجلس أمة في تاريخ الكويت، وظل على رأس الوزارة حتى استقالته في 9 نوفمبر 1964.

## وصلات خارجية
- الموقع الرسمي لوزارة الأشغال العامة الكويتية